# شورای دولتی کره جنوبی
شورای دولتی جمهوری کره (کره‌ای: 국무회의; هانجا: 國務會議; لاتین‌نویسی اصلاح‌شده: Gungmuhoeui) اجرایی و کابینه ملی کره جنوبی است که در بحث «سیاست‌های مهمی که در اختیار قوه مجریه است» که در قانون اساسی مشخص شده است، مشارکت دارد. تأثیرگذارترین بخش قوه مجریه  وزارتخانه‌ها هستند.

## اعضا
از اوت ۲۰۲۰، قوه مجریه دارای ۲۳ وزارتخانه، ۱۸ مقام اداری، ۲ هیئت، ۴ دفتر و ۷ کمیته است. شورای دولتی شامل ۱۸ وزیر، نخست‌وزیر و رئیس‌جمهور است. وزرا باید قبل از تأیید مجلس ملی در شورای دولتی منصوب شوند. رئیس‌جمهور رئیس شورای دولتی و نخست‌وزیر نایب رئیس است.
شهردار سئول، اگرچه رئیس یک منطقه خودمختار محلی در کره جنوبی است و به‌طور مستقیم با قوه مجریه مرکزی مرتبط نیست، اما با توجه به وضعیت ویژه سئول به عنوان یک شهر ویژه و شهردار آن به عنوان تنها شهردار در سطح کابینه در کر است.
رئیس دفتر ریاست جمهوری (대통령비서실장)
رئیس اداره امنیت ملی (국가안보실장)
دبیر ارشد سیاست گذاری ریاست جمهوری (대통령정책실장)
وزیر هماهنگی سیاست‌های دولت (국무조정실장)
وزیر مدیریت پرسنل (인사혁신처장)
وزیر قانونگذاری دولت (법제처장)
وزیر ایمنی غذا و دارو (식품의약품안전처장)
رئیس کمیسیون تجارت عادلانه کره (공정거래위원회위장)
رئیس کمیسیون خدمات مالی (금융위원회위원장)
شهردار سئول (서울특별시장)

## نقش
شورای دولتی بالاترین نهاد برای بررسی و حل و فصل سیاست در شاخه اجرایی جمهوری کره است. ماده ۸۹ قانون اساسی کره جنوبی مشخص می‌کند که شورای دولتی باید چه «سیاست‌های مهمی را که در حیطه اختیارات قوه مجریه است» اجرا کند